# بير-كريستيان فوس
بير-كريستيان فوس هو محرر وسياسي نرويجي، ولد في 19 يوليو 1950 في أوسلو في النرويج. نشط حزبياً في حزب المحافظين.

## مناصب
- في الانتخابات البرلمانية النرويجية 2009 [الإنجليزية]‏، انتخب عضو برلمان النرويج  [لغات أخرى]‏ عن دائرة أوسلو [الإنجليزية]‏ وقد انضم خلال فترته النيابية  [لغات أخرى]‏ (1 أكتوبر 2009 – 30 سبتمبر 2013) للكتلة البرلمانية حزب المحافظين.
- في الانتخابات البرلمانية النرويجية 2005 [الإنجليزية]‏، انتخب عضو برلمان النرويج  [لغات أخرى]‏ عن دائرة أوسلو [الإنجليزية]‏ وقد انضم خلال فترته النيابية  [لغات أخرى]‏ (1 أكتوبر 2005 – 30 سبتمبر 2009) للكتلة البرلمانية حزب المحافظين.
- في الانتخابات البرلمانية النرويجية 2001، انتخب عضو برلمان النرويج  [لغات أخرى]‏ عن دائرة أوسلو [الإنجليزية]‏ وقد انضم خلال فترته النيابية  [لغات أخرى]‏ (1 أكتوبر 2001 – 30 سبتمبر 2005) للكتلة البرلمانية حزب المحافظين.
- انتخب عضو برلمان النرويج  [لغات أخرى]‏ عن دائرة أوسلو [الإنجليزية]‏ وقد انضم خلال فترته النيابية ‏ (1 أكتوبر 1997 – 30 سبتمبر 2001) للكتلة البرلمانية حزب المحافظين.
- انتخب عضو برلمان النرويج  [لغات أخرى]‏ عن دائرة أوسلو [الإنجليزية]‏ وقد انضم خلال فترته النيابية ‏ (1 أكتوبر 1993 – 30 سبتمبر 1997) للكتلة البرلمانية حزب المحافظين.
- انتخب عضو برلمان النرويج  [لغات أخرى]‏ عن دائرة أوسلو [الإنجليزية]‏ وقد انضم خلال فترته النيابية ‏ (1 أكتوبر 1989 – 30 سبتمبر 1993) للكتلة البرلمانية حزب المحافظين.
- انتخب عضو برلمان النرويج  [لغات أخرى]‏ عن دائرة أوسلو [الإنجليزية]‏ وقد انضم خلال فترته النيابية ‏ (1 أكتوبر 1985 – 30 سبتمبر 1989) للكتلة البرلمانية حزب المحافظين.
- انتخب نائب عضو برلمان النرويج  [لغات أخرى]‏ عن دائرة أوسلو [الإنجليزية]‏ وقد انضم خلال فترته النيابية ‏ (1977 – 1981) للكتلة البرلمانية حزب المحافظين.
- انتخب ممثل الجمعية البرلمانية لمجلس أوروبا [الإنجليزية]‏ لترشحه ضمن قائمة النرويج، (25 نوفمبر 2005 – 20 نوفمبر 2009).
- انتخب Minister of Finance of Norway ‏ (19 أكتوبر 2001 – 17 أكتوبر 2005).
- انتخب عضو برلمان النرويج  [لغات أخرى]‏ عن دائرة أوسلو [الإنجليزية]‏ وقد انضم خلال فترته النيابية ‏ (1981 – 1985) للكتلة البرلمانية حزب المحافظين.

## وصلات خارجية
- بير-كريستيان فوس على موقع IMDb (الإنجليزية)
- بير-كريستيان فوس على موقع ديسكوغز (الإنجليزية)